# Rada Ústeckého kraje
Rada Ústeckého kraje je volený orgán Zastupitelstvem Ústeckého kraje. Má 11 členů, mezi něž patří hejtman Ústeckého kraje, 3 náměstkové hejtmana a 7 dalších radních. Rada se schází přibližně jednou až dvakrát měsíčně a na rozdíl od zastupitelstva kraje jsou její jednání neveřejná. O průběhu schůze se pořizuje zápis, do kterého má každý občan právo nahlédnout.

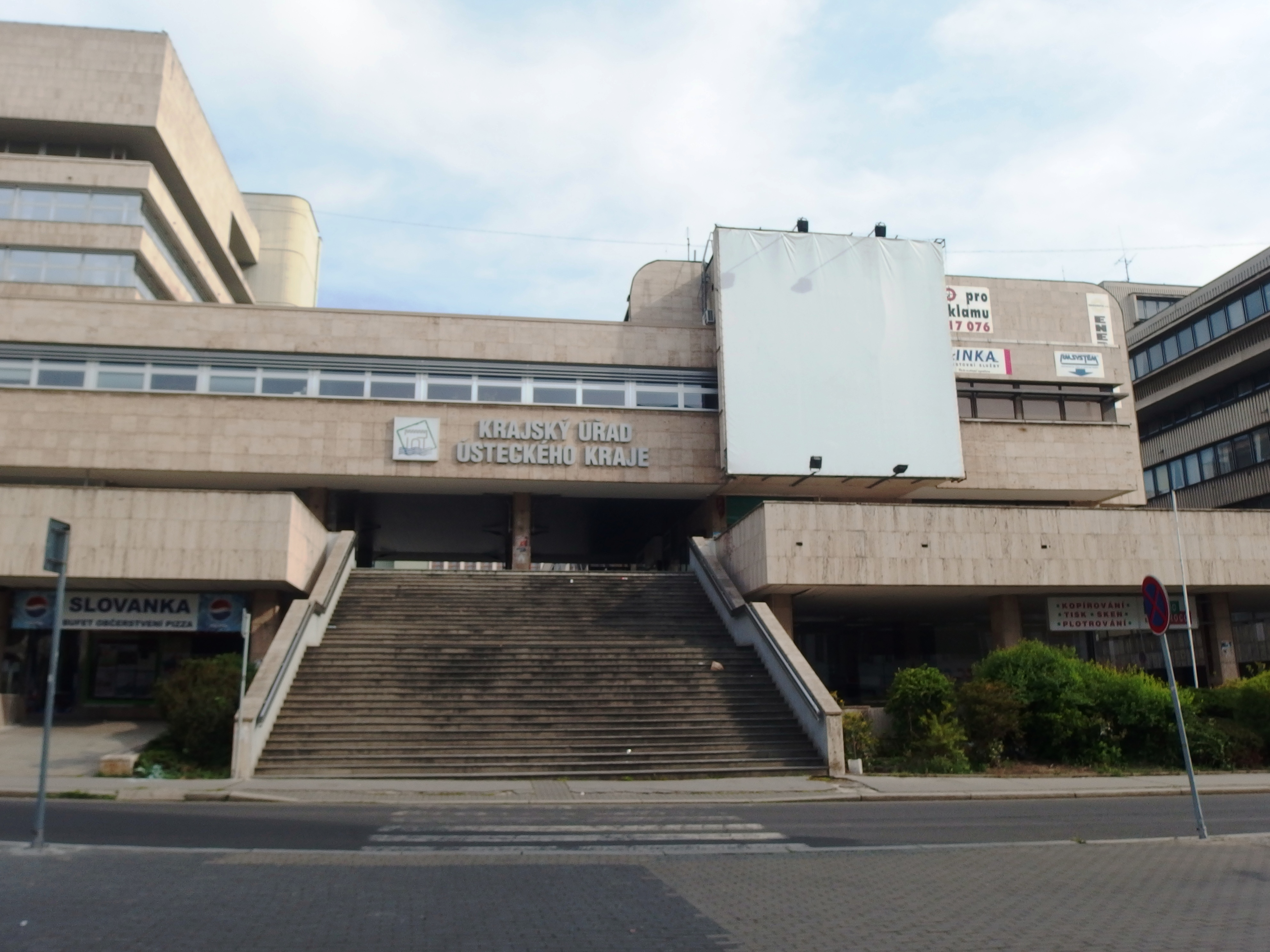
Krajský úřad Ústeckého kraje z ulice Dlouhá v Ústí nad Labem

## Rada Richarda Brabce (2024–dosud)
| Portfej                | Člen rady         | Strana | Kompetence                                          |
| ---------------------- | ----------------- | ------ | --------------------------------------------------- |
| Hejtman                | Richard Brabec    | ANO    | transformace kraje, legislativa a zahraniční vztahy |
| 1. náměstkyně hejtmana | Jindra Zalabáková | ANO    | školství a sport                                    |
| Náměstek hejtmana      | Tomáš Kirbs       | ANO    | životní prostředí a rozvoj venkova                  |
| Náměstek hejtmana      | Jiří Kulhánek     | ODS    | sociální věci a bezpečnost                          |
| Člen rady              | Radim Laibl       | ANO    | zdravotnictví                                       |
| Člen rady              | Vlastimil Skála   | ANO    | regionální rozvoj, kultura a památková péče         |
| Člen rady              | Jiří Fedoriška    | ANO    | investice a majetek                                 |
| Člen rady              | Jiří Valenta      | ANO    | inovační centrum                                    |
| Člen rady              | Jan Růžička       | ODS    | finance                                             |
| Člen rady              | Marek Hrvol       | LS     | sociálně vyloučené lokality                         |
| Člen rady              | Tomáš Rieger      | ODS    | doprava                                             |

## Rada Jana Schillera (2020–2024)
| Portfej                | Člen rady            | Strana   | Kompetence                                                                        | Poznámka          |
| ---------------------- | -------------------- | -------- | --------------------------------------------------------------------------------- | ----------------- |
| Hejtman                | Jan Schiller         | ANO      | IT a krizové řízení                                                               |                   |
| 1. náměstkyně hejtmana | Lubomíra Mejstříková | ANO      | realizace projektů                                                                |                   |
| Náměstek hejtmana      | Jiří Kulhánek        | ODS      | sociální věci a bezpečnost                                                        |                   |
| Náměstek hejtmana      | Jiří Řehák           | JsmePRO! | kultura, památková péče a cestovní ruch; do 18. ledna 2021 také regionální rozvoj |                   |
| Člen rady              | Radim Laibl          | ANO      | zdravotnictví                                                                     |                   |
| Členka rady            | Jindra Zalabáková    | ANO      | školství a sport                                                                  |                   |
| Člen rady              | Marek Hrabáč         | ANO      | doprava                                                                           | Do 29. srpna 2024 |
| Člen rady              | Michal Kučera        | TOP 09   | zemědělství a rozvoj venkova; od 18. ledna 2021 také regionální rozvoj            |                   |
| Člen rady              | Jan Růžička          | ODS      | finance; od 10. září 2024 také doprava                                            |                   |
| Členka rady            | Iva Dvořáková        | ODS      | životní prostředí                                                                 |                   |
| Člen rady              | Tomáš Rieger         | ODS      | investice a majetek kraje                                                         |                   |

6. srpna 2024 policie zadržela primátora Chomutova a radního Ústeckého kraje pro dopravu Marka Hrabáče (ANO) kvůli podezření na manipulaci v zadávání veřejných zakázek v Chomutově a zapečetila jeho kancelář na Krajském úřadě Ústeckého kraje. 9. září 2024 na posledním jednání Zastupitelstva Ústeckého kraje v VI. volebním období byla zastupiteli téměř jednohlasně přijata rezignace na pozice radního a zastupitele, kterou Marek Hrabáč zaslal z vazby.

## II. rada Oldřicha Bubeníčka (2016–2020)
| Portfej              | Člen rady         | Strana | Kompetence                                                                      |
| -------------------- | ----------------- | ------ | ------------------------------------------------------------------------------- |
| Hejtman              | Oldřich Bubeníček | KSČM   | legislativa, krizové řízení, informační technologie, vnější a zahraniční vztahy |
| 1. náměstek hejtmana | Martin Klika      | ČSSD   | finance, sociální věci, bezpečnost a sociálně vyloučené lokality                |
| 2. náměstek hejtmana | Stanislav Rybák   | KSČM   | zdravotnictví, strategie, příprava a realizace projektů                         |
| 3. náměstek hejtmana | Jaroslav Komínek  | KSČM   | doprava a silniční hospodářství                                                 |
| 4. náměstek hejtmana | Jaroslav Foldyna  | ČSSD   |                                                                                 |
| 5. náměstek hejtmana | Petr Šmíd         | SPO    | školství, mládež a sport                                                        |
| Členka rady          | Jitka Sachetová   | KSČM   | kultura a památková péče, zemědělství, životní prostředí a venkov               |
| Člen rady            | Ladislav Drlý     | KSČM   | investice a majetek                                                             |
| Člen rady            | Zdeněk Matouš     | ČSSD   | regionální rozvoj a cestovní ruch                                               |
| Člen rady            | Radek Belej       | KSČM   |                                                                                 |
| Člen rady            | Radek Štejnar     | ČSSD   |                                                                                 |

## I. rada Oldřicha Bubeníčka (2012–2016)
| Portfej                | Člen rady         | Strana | Kompetence                                                          |
| ---------------------- | ----------------- | ------ | ------------------------------------------------------------------- |
| Hejtman                | Oldřich Bubeníček | KSČM   | oblast legislativy, krizového řízení, IT a vnějších vztahů          |
| 1. náměstek hejtmana   | Stanislav Rybák   | KSČM   | oblast zdravotnictví, strategie přípravy a realizace projektů       |
| 2. náměstkyně hejtmana | Jana Vaňhová      | ČSSD   | oblast školství, mládeže a sportu                                   |
| Člen rady              | Ladislav Drlý     | KSČM   | oblast investic, majetku a ekonomiky                                |
| Člen rady              | Arno Fišera       | ČSSD   | oblast životního prostředí, zemědělství a venkova                   |
| Člen rady              | Martin Klika      | ČSSD   | oblast bezpečnosti a sociálních věcí                                |
| Člen rady              | Jaroslav Komínek  | KSČM   | oblast dopravy a silničního hospodářství                            |
| Člen rady              | František Pelant  | ČSSD   |                                                                     |
| Členka rady            | Jitka Sachetová   | KSČM   | oblast kultury a památkové péče                                     |
| Člen rady              | Jan Szántó        | ČSSD   | oblast zahraničních vztahů, cestovního ruchu a regionálního rozvoje |
| Člen rady              | Petr Vomáčka      | KSČM   |                                                                     |

## Rada Jany Vaňhové (2008–2012)
| Portfej               | Člen rady      | Strana                      | Kompetence                                                                | Poznámka        |
| --------------------- | -------------- | --------------------------- | ------------------------------------------------------------------------- | --------------- |
| Hejtmanka             | Jana Vaňhová   | ČSSD                        | oblast legislativy, vnějších vztahů a krizového managementu               |                 |
| 1. náměstek hejtmanky | Pavel Kouda    | ČSSD                        | oblast ekonomiky, zdravotnictví, strategie přípravy a realizace projektů  | do 5. září 2012 |
| 2. náměstek hejtmanky | Arno Fišera    | ČSSD                        | oblast životního prostředí, zemědělství, územního plánování, hospodářství |                 |
| Člen rady             | Petr Benda     | ČSSD                        |                                                                           |                 |
| Člen rady             | Mirko Bernas   | nezařazený (zvolen za S.cz) |                                                                           |                 |
| Člen rady             | René Budjač    | ODS                         | oblast investic, majetku                                                  |                 |
| Člen rady             | Jan Čermák     | ČSSD                        |                                                                           |                 |
| Člen rady             | Petr Jakubec   | ČSSD                        | oblast školství, mládeže a sportu                                         |                 |
| Členka rady           | Jana Ryšánková | ČSSD                        | oblast kultury a památkové péče, sociálních věcí                          |                 |
| Člen rady             | Jiří Šulc      | ODS                         | oblast dopravy, silničního hospodářství                                   |                 |
| Člen rady             | Radek Vonka    | ODS                         | oblast regionálního rozvoje, cestovního ruchu                             |                 |

4. září 2012 byl Pavel Kouda policií zadržen spolu se současným a bývalým ředitel Úřadu regionální rady Severozápad v souvislosti s vyšetřováním se korupce pří rozdělování evropských dotací v NUTS 2 Severozápad. 5. září rezignoval na všechny veřejné funkce včetně funkce 2. náměstka hejtmanky a člena Rady Ústeckého kraje.

## II. rada Jiřího Šulce (2004–2008)
| Portfej              | Člen rady         | Strana | Kompetence |
| -------------------- | ----------------- | ------ | --- |
| Hejtman              | Jiří Šulc         | ODS    | oblast legislativy, dopravy a silnic, vnějších vztahů, kontroly, krizového řízení                                   |
| 1. náměstek hejtmana | Radek Vonka       | ODS    | oblast regionálního rozvoje, hospodářství, územního plánování, životního prostředí, zemědělství, školství a kultury |
| 2. náměstek hejtmana | Petr Fiala        | ODS    | oblast ekonomiky, projektů Evropské unie, majetku, investic, zdravotnictví a sociálních věcí                        |
| Člen rady            | Milan Franc       | ODS    | oblast legislativy, dopravy a silničního hospodářství                                                               |
| Člen rady            | Vladimír Záhorský | ODS    | oblast zdravotnictví a sociálních věcí                                                                              |
| Člen rady            | Antonín Terber    | ODS    | oblast životního prostředí a zemědělství                                                                            |
| Člen rady            | René Budjač       | ODS    | investice a majetek kraje                                                                                           |
| Člen rady            | Pavel Kouda       | ČSSD   | oblast školství a kultury                                                                                           |
| Člen rady            | Vlastimil Doležal | ODS    | |
| Člen rady            | Robert Šatník     | ODS    | |
| Člen rady            | Jan Kubata        | ODS    | |

## I. rada Jiřího Šulce (2000–2004)
| Portfej              | Člen rady         | Strana | Kompetence |
| -------------------- | ----------------- | ------ | --- |
| Hejtman              | Jiří Šulc         | ODS    | oblast vnějších vztahů, krizový management, legislativa, kontrola                                                                    |
| 1. náměstek hejtmana | Jaroslav Foldyna  | ČSSD   | oblast hospodářství a infrastruktura, životní prostředí a zemědělství, doprava a silniční hospodářství                               |
| 2. náměstek hejtmana | Pavel Tošovský    | ODS    | oblast finanční a strategická, regionální rozvoj, územní plánování, ekonomika a investice, správa majetku kraje a hospodářská správa |
| 3. náměstek hejtmana | Zdeněk Lavička    | ČSSD   | oblast společenských potřeb, školství, mládež a tělovýchova, sociální záležitosti, kultura a památková péče, zdravotnictví           |
| Člen rady            | Josef Benda       | ODS    | |
| Člen rady            | Pavel Kouda       | ČSSD   | |
| Členka rady          | Hana Lukáčová     | ODS    | |
| Člen rady            | Jan Szántó        | ČSSD   | |
| Člen rady            | Vlastimil Doležal | ODS    | |
| Člen rady            | Miroslav Řebíček  | ČSSD   | |
| Člen rady            | Jan Řehák         | ODS    | |

## Kompetence
Podle § 59 zákona č. 129/2000 Sb.:
Rada připravuje návrhy a podklady pro jednání zastupitelstva a zabezpečuje plnění jím přijatých usnesení. Radě je vyhrazeno
- zabezpečovat hospodaření podle schváleného rozpočtu, provádět rozpočtová opatření v rozsahu svěřeném zastupitelstvem,
- stanovit počet zaměstnanců kraje zařazených do krajského úřadu, do zvláštních orgánů kraje a do organizačních složek a objem prostředků na platy těchto zaměstnanců,
- na návrh ředitele krajského úřadu (dále jen "ředitel") jmenovat a odvolávat vedoucí odborů krajského úřadu v souladu se zvláštním zákonem; jmenování nebo odvolání vedoucích odborů bez návrhu ředitele je neplatné,
- zřizovat a zrušovat podle potřeby komise rady (dále jen "komise"), jmenovat a odvolávat z funkce jejich předsedy a členy,
- ukládat krajskému úřadu úkoly v oblasti samostatné působnosti a kontrolovat jejich plnění,
- přezkoumávat opatření přijatá krajským úřadem v samostatné působnosti,
- vyřizovat návrhy, připomínky a podněty obcí a právnických osob z územního obvodu kraje,
- stanovit pravidla pro přijímání a vyřizování petic a stížností,
- vykonávat zakladatelské a zřizovatelské funkce ve vztahu k právnickým osobám, organizačním složkám, které byly zřízeny nebo založeny krajem nebo které byly na kraj převedeny zvláštním zákonem, včetně jmenování a odvolávání jejich ředitelů a stanovení jejich platu a odměn a rozhodování o poskytování návratných finančních výpomocí příspěvkovým organizacím zřízeným krajem; k tomu pravidelně jedenkrát ročně projednávat zprávu o jejich činnosti, o plnění jejich úkolů, pro které byly založeny nebo zřízeny, a přijímat příslušná opatření k nápravě,
- rozhodovat ve věcech kraje jako jediného společníka obchodní společnosti,
- vydávat nařízení kraje,
- projednávat a řešit návrhy, připomínky a podněty předložené jí členy zastupitelstva nebo komisemi rady,
- plnit úkoly stanovené zvláštním právním předpisem,
- schvalovat účetní závěrku krajem zřízené příspěvkové organizace sestavenou k rozvahovému dni.

Rada rozhoduje o těchto právních jednáních kraje:
- o poskytování dotací a návratných finančních výpomocí do 1 000 000 Kč v jednotlivém případě fyzickým nebo právnickým osobám a uzavření veřejnoprávních smluv o jejich poskytnutí, nejedná-li se o dotace z prostředků státního rozpočtu, o návratné finanční výpomoci příspěvkovým organizacím zřízeným krajem nebo o dotace nebo návratné finanční výpomoci poskytované v době trvání krizového stavu28), mimořádného opatření při epidemii nebo nebezpečí jejího vzniku nebo mimořádného veterinárního opatření a v souvislosti s nimi,
- o vzdání se práva a prominutí dluhu nepřevyšující 1 000 000 Kč,
- o zastavení movitých věcí nebo práv v hodnotě nepřevyšující 1 000 000 Kč,
- o uzavírání dohod o splátkách s lhůtou splatnosti nepřevyšující 18 měsíců,
- o nabytí a převodu movitých věcí na kraj včetně peněz,
- o poskytování věcných a finančních darů do 500 000 Kč fyzické nebo právnické osobě v jednom kalendářním roce.

Rada zabezpečuje rozhodování v ostatních záležitostech patřících do samostatné působnosti kraje, pokud nejsou vyhrazeny zastupitelstvu nebo pokud si je zastupitelstvo nevyhradilo.
Rada může svěřit hejtmanovi, popřípadě krajskému úřadu zcela nebo zčásti rozhodování podle odstavce 2 písm. e) a f). Dále může svěřit hejtmanovi nebo krajskému úřadu zcela nebo zčásti rozhodování podle odstavce 3.